# Royalty Free
Royalty Free (RF, česky volně licence osvobozená od opakujících se poplatků) je typ licence, kdy se neplatí poplatky za každé použití, každou prodanou kopii, časové období či počet použití obsahu podléhající autorskému právu nebo jiným právům duševního vlastnictví, ale pouze jedenkrát.